# Sekarsari (Sumber)
Sekarsari is een bestuurslaag in het regentschap Rembang van de provincie Midden-Java, Indonesië. Sekarsari telt 3069 inwoners (volkstelling 2010).